# محمية كلهاري الوسطى

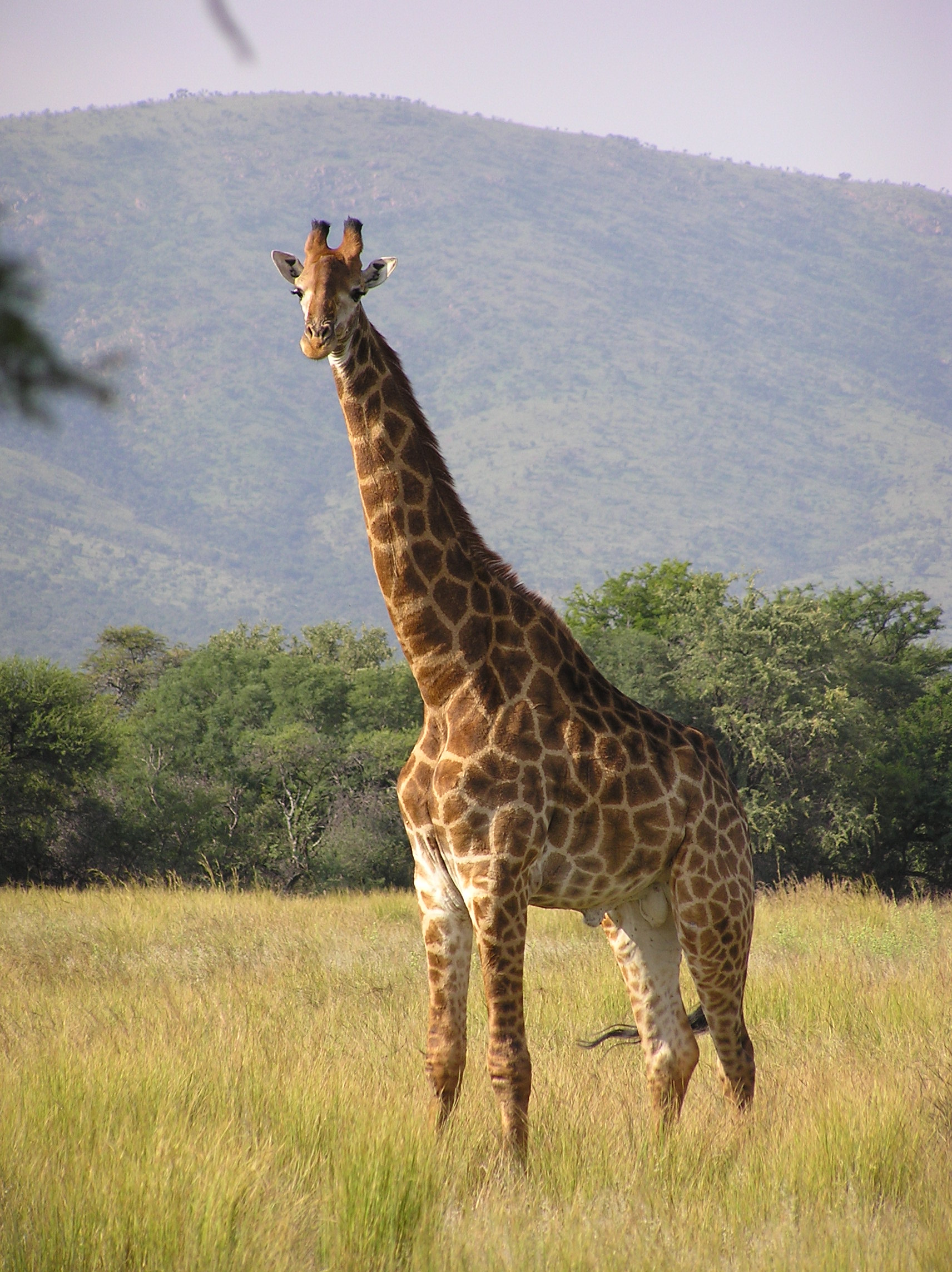
زرافة

محمية كَلَهاري الوسطى (بالإنجليزية: Central Kalahari Game Reserve)‏، هي قائمة شاملة للحدائق الوطنية في بوتسوانا، في صحراء كلهاري في بوتسوانا. تم إنشائها في 1961 على مساحة تبلغ 52800 كيلو متر مربع ضعف حجم ولاية ماساتشوستس، و1/11 من مساحة أراضي بوتسوانا الكلية، مما يجعلها ثاني أكبر محمية في العالم.
تحتوي الحديقة على بعض الحيوانات البرية مثل الزرافة والضبع البني والخنزير البري والفهد والسِّمْع ونمر بربري والأسد والحيوانات المائية والظبي والغزال وبقر الكودو الوحشي والبقر الإفريقي الوحشي الأحمر.
معظم هذه الأرض مسطحة، وتغطيها الشجيرات بتموج، كما تغطي الحشائش الكثبان الرملية، والمناطق ذات الأشجار الكبيرة. العديد من أودية النهر متحجرة، بفعل أحواض الملح.
تتموج أربعة أنهار متحجرة، عبر المحمية، بما في ذلك، وادي الخداع البصري، الذي بدأ في التشكل منذ ما يقرب 16000 عام.
استوطنت قبائل بوشمن، أو سان، في هذه الأراضي منذ آلاف السنين حينما تجولوا في المنطقة كصيادين رحل.
ومع ذلك، فمنذ منتصف تسعينيات القرن الماضي حاولت حكومة بوتسوانا، نقل البوشميين من المحمية، بزعم أنها تستنزف الموارد المالية، على الرغم من الإيرادات المتزايدة للسياحة التي تجلبها المحمية.
وفي عام 1997، تم ترحيل ثلاثة أرباع سكان السان من المحمية، وفي أكتوبر 2005 استأنفت الحكومة عملية الترحيل القسرية إلى مخيمات إعادة التوطين خارج المحمية، ولم تترك سوى ما يقارب 250 من السكان الدائمين.
ولكن في 2006 أعلنت المحكمة البوتسوانية أن هذا الترحيل غير قانوني، وأعطتهم الحق في الرجوع إلي محمية كلهاري الوسطى.
نشب حريق ضخم في الشجيرات داخل وحول الحديقة في منتصف سبتمبر 2008 واحترق ما يقرب 80% من المحمية. ولا يزال سبب الحريق مجهولاً.

## وصلات خارجية
- السياحة في بوتسوانا